# Сколько дорог…
«Ско́лько доро́г…» — дебютный студийный альбом российской пауэр-метал группы «Колизей», который вышел на лейбле CD-Maximum 7 сентября 2009 года.

## Об альбоме
В 2008 году у группы вышел демоальбом «Сколько дорог…», однако он отличается от этого, помимо обложки также и тем, что на данном альбоме есть заглавная композиция. У коллектива в 2007 году вышел сингл «Вместе победим» и с него на данный диск попали такие песни как: «Пилигрим», «Вместе победим», «Тайные врата» и «Сила воли». Песня «Путь домой» в новой аранжировке вошла в альбом под названием «Млечный путь».

## Список композиций
| №   | Название           | Текст песни                 | Музыка      | Длительность |
| --- | ------------------ | --------------------------- | ----------- | ------------ |
| 1.  | «Странник во тьме» | О. Скрипник В. Нечаев       | В. Шурочкин | 4:48         |
| 2.  | «Пилигрим»         | О. Демидова                 | Р. Валерьев | 5:12         |
| 3.  | «Тайные врата»     | Р. Валерьев, О. Ковалевская | Р. Валерьев | 4:56         |
| 4.  | «Млечный путь»     | А. Губко                    | Р. Валерьев | 5:21         |
| 5.  | «Навстречу свету»  | Р. Валерьев, О. Ковалевская | Р. Валерьев | 5:24         |
| 6.  | «Вечная Жизнь»     | В. Лысый                    | Р. Валерьев | 5:00         |
| 7.  | «Сила воли»        | О. Ковалевская, А. Фещенко  | Р. Валерьев | 5:29         |
| 8.  | «Всё для тебя»     | Р. Валерьев                 | Р. Валерьев | 4:21         |
| 9.  | «Опасная игра»     | А. Фещенко, О. Ковалевская  | Р. Валерьев | 5:04         |
| 10. | «Вместе победим»   | А. Куприянова               | С. Засецкий | 5:24         |
| 11. | «Сколько дорог…»   | Р. Валерьев, О. Ковалевская | Р. Валерьев | 11:56        |

## Участники записи
- Евгений Егоров — вокал
- Роман Валерьев — гитара
- Игорь Саркисьян — гитара
- Алексей Колюхов — бас-гитара
- Василий Горшков — ударные
- Александр Тавризян — клавишные